# Kapcsoló
A villamos kapcsoló (nyomógomb) olyan áramköri elem, amely a villamos áramot vagy átengedi, vagy nem. A kapcsolók (nyomógombok) a kapcsolható áram és feszültség nagysága, a működtetés módja, illetve esztétikai kialakításuk szerint nagyon különbözőek lehetnek.

Az ideális kapcsoló:
Nyitott állapotában
vezetése 0
ellenállása végtelen
0 áramú áramgenerátorként modellezhető,
Zárt állapotában
vezetése végtelen
ellenállása 0
0 elektromotoros erejű feszültséggenerátorral modellezhető.

## Mechanikus vezérlésű kapcsoló

### Fajtái

#### Egypólusú egyáramkörös kapcsoló
Két kivezetése van. 
Ezek között folyik vagy nem folyik az áram.
SPST, single pole single throw.
Típusjel: 101. 
Alaphelyzetben lehet nyitott (NO, normally open) vagy zárt (NC, normally closed).

#### Egypólusú kétáramkörös kapcsoló
Három kivezetése van.
A közös (common) érintkező hol az egyik, hol a másik érintkezőhöz kapcsolódik.
Váltókapcsolónak is hívják.
Típusjel: 106.
Az átkapcsolás során rövid ideig előfordulhat, hogy a közös érintkező egyik érintkezőhöz sem, vagy egyszerre mindkettőhöz  kapcsolódik.
Olyan mechanika is van, amelyiknek az a stabil állapota, amikor a közös érintkező semelyik másikkal sem érintkezik.
A gépjárművek irányjelző kapcsolója ilyen.
SPDT, single pole double throw.

#### N-áramkörös fokozatkapcsoló, forgókapcsoló, Yaxley
N stabil állapotnak megfelelő N érintkezője és ezen felül legalább egy közös érintkezője van. Kapcsoláskor az adott érintkezőt és a közös érintkezőt köti össze. A közös érintkező az N közül egyhez csatlakozik. Továbbfejlesztése a kétáramkörös kapcsolónak.
Kivitelét tekintve:
- feszültség kapcsolására keskenyített érintkezőkkel
- áram kapcsolására szélesített érintkezőkkel[1]

A Yaxley kapcsolók továbbfejlesztett változata a nyomtatott áramköri lemezből kialakított, nemesfém bevonattal ellátott kapcsoló, mely feleslegessé teszi a külön bekötést. Ezeknél alapkövetelmény, hogy a kapcsoló érintkezője puhább legyen, mint az áramköri lemez bevonata. Ez biztosítja az áramkör tartósságát.
A Forgókapcsolóval áramkörileg megegyező elven létezik Tolókapcsoló is.

#### Kétpólusú kétáramkörös
Két, mechanikusan összekapcsolt egypólusú kétáramkörös kapcsoló.
DPDT, double pole double throw.

### Stabilitás szerint

#### Bistabil, N-stabil
Az alkatrészbe épített mechanikus kiegészítő a kapcsoló mindkét (összes) állapotát fenntartja, ha külső erő nem hat rá.

#### Monostabil, nyomógomb
Rugó tartja stabil helyzetben. 
Külső erő átkapcsolja, de az erő megszűntekor visszaáll az eredeti helyzetbe.
A stabil állapot lehet nyitott (NO, normally open) vagy zárt (NC, normally closed).

### Feszültség, áramerősség, ellenállás, élettartam
A kapcsolók egyik lényeges jellemzője az a feszültség, amelyet nyitott állapotban még elviselnek.
A valós kapcsoló ellenállása kisebb végtelennél, ezért azon nyitott állapotban is disszipálódik teljesítmény. 
Ugyancsak véges az érintkezők távolsága, így mint szikraközök között egy adott feszültség átüt.
Másik jellemző az az áramerősség, amit a kapcsoló zárt állapotban még elbír.
Mindkét érték függ az áram frekvenciájától (nemétől). 
Jellemzően egyenáramú és 50 Hz-es adatot szokás megadni.
A kapcsoló ellenállása nyitott állapotban nagyon jó közelítéssel végtelen,
zárt állapotban pedig nulla. 
Ha mégsem, akkor az lényeges adata a kapcsolónak.
A kapcsoló élettartamának jellemzésére a hibamentes átkapcsolások számát használják.

### Speciális fajták

#### Higanykapcsoló

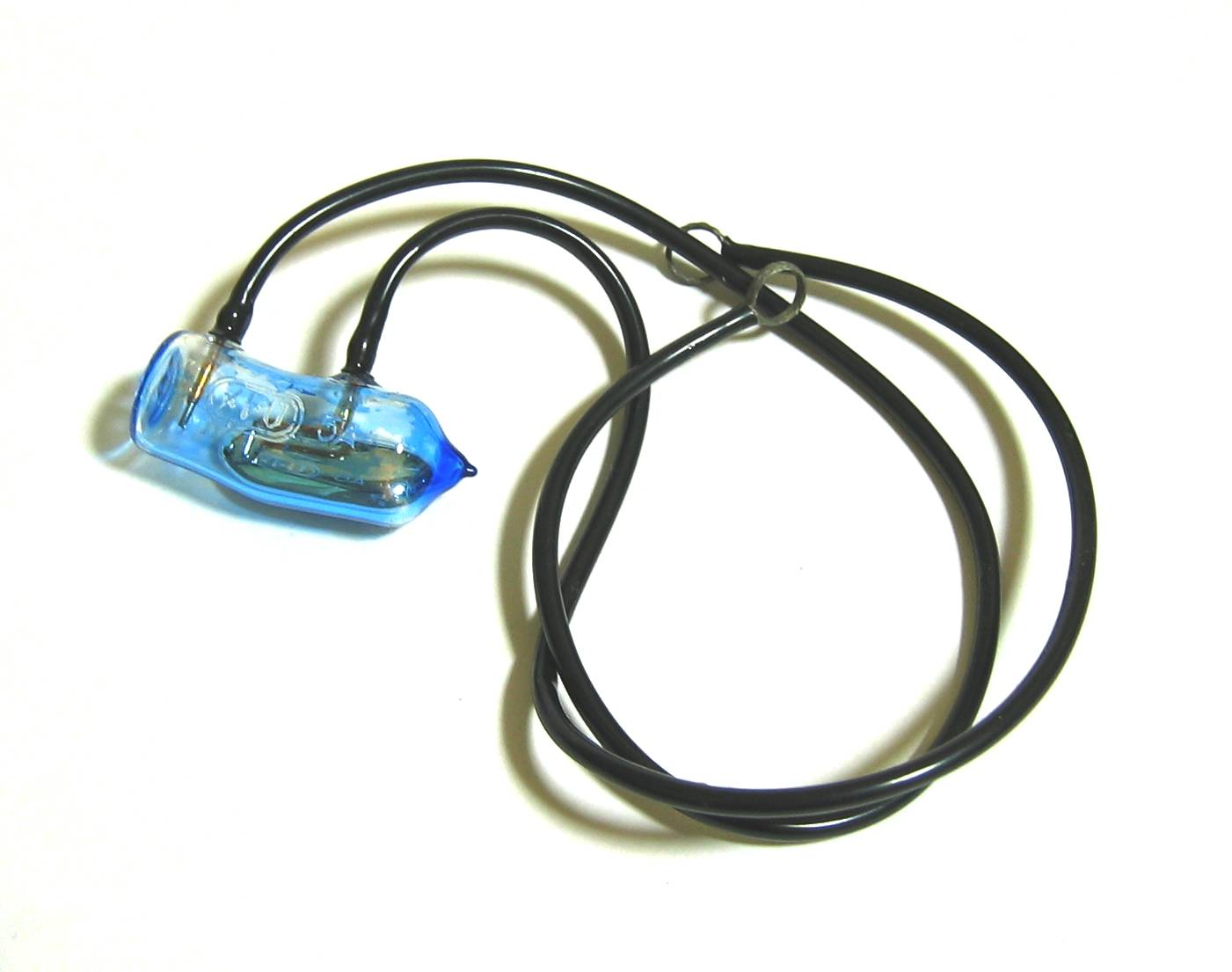
higanykapcsoló

Az üvegcsőbe nyúló két elektróda közötti zárást folyékony higany végzi.
Működtetéshez ezt a kapcsolót egyszerűen el kell fordítani, hogy az érintkezők beleérjenek (vagy nem) a higanyba.
Robbanásbiztos, nagyáramú, pergésmentes.
Mozgó berendezésben vagy extrém hőmérsékleten működése bizonytalan.

#### Reed kapcsoló

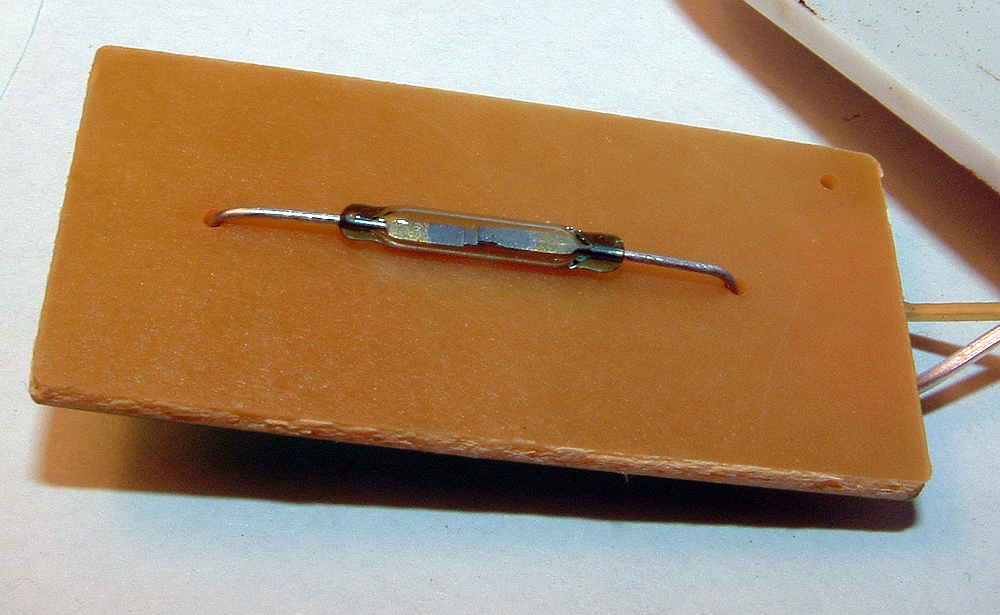
Reed relé (Reed kapcsoló)

Ez olyan (egyébként zseniálisan egyszerű felépítésű) kapcsoló, amelyet nem kézzel vagy mechanikai behatással kapcsolunk, hanem mágneses térrel. Két (mágnesezhető) fémlemez van rugalmasan rögzítve úgy, hogy elhajlításuk esetén összeérhessenek. Az eszközt mágneses térbe helyezve, ha a mágneses erővonalak iránya egybeesik a kapcsoló hossztengelyével, a két lemezt azonos irányban mágnesezi fel. Mivel ezek egymáshoz képest eltoltak, polaritásuk ellentétes lesz, közöttük mágneses vonzás alakul ki, és a lemezek a felerősítésük rugalmassága ellenében egymás felé hajlanak, majd összeérnek. Fémes felületük van, általában nemesfém bevonattal, tehát elektromosan vezetnek, így elektromosan kapcsolnak is. Külső mágneses tér hatására az érintkezők összeérnek, a tér megszűntekor szétkapcsolódnak. A neve onnan származik, hogy az érintkezők általában hosszúak és hajlékonyak (reed angolul nád, nádszál).
Reed kapcsoló: (nevezik még nyelves kapcsolónak, reed csőnek, nádkapcsolónak is.) különlegessége, hogy az érintkezőpár egy hermetikusan lezárt üvegcsőben kap helyet, ahol a kontaktus el van szigetelve a külvilágtól, így annak a tulajdonságait a külső környezet nem befolyásolja.
A hermetizálás az érintkező felületek olyan bevonattal való ellátását is lehetővé teszi amit a szabad levegőn pl. az oxidáció miatt nem lehet alkalmazni.
Az üvegcsövet védőgázzal (nemesgázzal) is feltölthetik. 
Készül záró és váltó kivitelben.
Leginkább kis áramok kapcsolására, jeladóként használják az iparban és a biztonságtechnikában és egyéb olyan helyeken ahol a hagyományos kapcsolók nem alkalmazhatók, pl. rendkívül savas-gőzös környezetben, folyadékokban stb.
A gyártástechnológiai alkalmazásoktól eltekintve gyakran használják például ajtó, ablak nyitásérzékelésére. Az ajtószárnyra egy mágnest szerelnek, és csukott állapotnál mellette (néhány mm távolságban) egy reed-kapcsolót helyeznek el a nyílászáró tokján. Ha az ajtó, ablak zárva, a reed-kapcsoló lemezei a mágnes miatt összezárnak; a nyílászáró kinyitásakor a reed-kapcsoló a mágneses tér megszűnése miatt bont. Ezt riasztásra, figyelmeztetésre, vagy akár szellőzés-fűtéstechnikai megoldásokra lehet használni.
Reed-relé: A Reed-üvegcsövet tekercsbe (elektromágnesbe) helyezve rendkívül egyszerű és megbízható reed-jelfogó (reed-relé) készíthető.
Különböző feszültségekre és tokozásokkal gyártják, pl. létezik DIP (DIL) tokkal is.
Egyéb alkalmazási lehetőségei:
A reed-cső köré egy vastag (0,5 mm – 1 mm átmérőjű huzalból) 10-20 menetes tekercs, amit pl. egy lámpa áramkörébe kapcsolunk, valamint egy kb. 0,1 mm átmérőjű huzalból készített sokmenetű (40-100 menetes) tekercs, amelyet a relé érintkezőivel sorba kötve a visszajelző lámpa áramkörébe kapcsolunk. Ezt a megoldást pl. egy fontos fogyasztó kiégésének visszajelzésére használhatjuk.

#### DIP kapcsoló

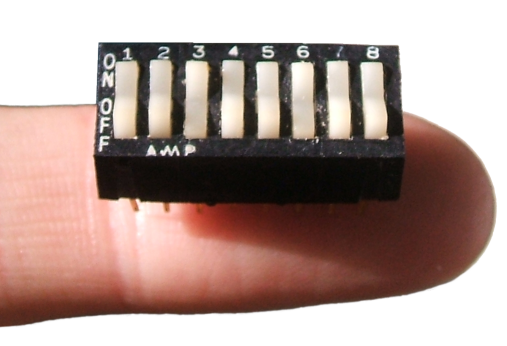
dip kapcsoló

Jellemzően kevés átkapcsolásra használják, gyári beállítás jelleggel.
Nem a felhasználó, hanem karbantartó állítja be.
Készülék belsejében helyezik el.
Lásd még: Kisfeszültségű áramváltó

#### Záródugó, jumper, 0 ohmos ellenállás
Jellemzően kevés átkapcsolásra, leginkább beállításra használják.
Nem a felhasználó, hanem karbantartó állítja be. A készülék belsejében helyezik el.
Záródugó, lemezke zárja a tüskesor megfelelő pontjait; a nyitott állapothoz ezt egyszerűen el kell távolítani, másik beállításhoz át kell helyezni.
A 0 ohmos ellenállás beforrasztható kivitelű.

#### Nagyfrekvenciás
Alkatrészház illetve érintkezők kialakítása tápvonalszerű.

#### Robbanásbiztos
A robbanásbiztos kapcsolók tokozása tűz- és robbanásveszélyes környezetben (bányákban, vegyi üzemekben) lehetővé teszi, hogy amennyiben a kapcsoló okozta elektromos ív tüzet vagy robbanást okoz, az nem kerülhet ki a tokozásból.
A tokozás tipikusan két félből összecsavarozott öntött alumínium tokozat.

#### Szikrabiztos
A szikrabiztos készülékek speciális (például félvezetős) kialakítása már önmagában megakadályozza a szikra kialakulását, így feleslegessé téve a drága robbanásbiztos tokozást tűz- és robbanásveszélyes környezetben, bár speciálisan nagy biztonságú esetekben (pl. a paksi atomerőműben) előfordul, hogy robbanásbiztos tokozásba szikrabiztos készüléket szerelnek.

### Speciális kapcsolók

#### Csillárkapcsoló
Nem csak csillárok kapcsolgatására találták ki. Alkalmazható akár két külön lámpa kapcsolására, akár többágú csillár kapcsolására ott, ahol nem kell mindig „díszkivilágítás”, ezért jó lenne, ha két kapcsolóval külön fel tudnék kapcsolni közülük akár (a csillár bekötése szerint változtatható) egy izzót, vagy mindkét kapcsoló bekapcsolásával az összeset. Ez a falon két különálló kapcsoló is lehetne, de mennyivel szebb, ha egyetlen kapcsoló van kétfelé osztva, két billentővel.
Ez a csillárkapcsoló, ahová három vezeték érkezik: egy a fázis (jelölve van), másik kettő az elmenő (ezt is jelölik két nyíllal) a lámpatesthez vagy lámpatestekhez.
Egy mechanikában két, függetlenül működtethető egypólusú egyáramkörös kapcsoló van. Egyik kivezetésük gyakran közösítve van.
Típusjele: 105.

#### Zsalukapcsoló, zsalunyomó
Egy mechanikában két kapcsoló van, amelyek közül legfeljebb egyik lehet bekapcsolva. Ezt mechanikus vagy elektromos reteszelés teljesíti. Redőny, lift stb. motorjának vezérlésére fejlesztették ki.
Típusjele: R105.

### Kapcsolások

#### Soros kapcsolás
Két kapcsoló sorba kapcsolva a logikai ÉS műveletet valósítja meg.
Akkor és csak akkor folyik át rajtuk áram, ha mindkét kapcsoló be van kapcsolva.

#### Párhuzamos kapcsolás
A párhuzamos kapcsolás a logikai VAGY művelet. (A kapcsolók esetében)
Elektronikában, kapcsolók párhuzamos kapcsolása esetén: akkor és csak akkor folyik át áram ha legalább az egyik be van kapcsolva (további feltételek persze vannak: feszültség, fogyasztó, ellenállás-értékek stb.)
Párhuzamosan kapcsolt elektromos fogyasztóknál minden fogyasztóhoz elérkezik a fázis és a nullavezeték. (Az egyszerűség kedvéért maradunk a kétpólusú, és háztartásban is használt eszközöknél, például a világításnál.)
Tehát két 230 V-os izzó párhuzamos kapcsolása esetén a fázis megérkezik az 1. izzóhoz, valamint továbbmegy a 2. izzóhoz. 
A nullavezeték ugyanígy elmegy az 1., valamint a 2. izzóhoz.
(A vezetékek nem feltétlenül izzótól izzóig haladnak, sőt gyakrabban elágazik a fázis több izzó felé, és ugyanezt teszi a nullavezeték is.)
Párhuzamosan kapcsolt (elektromos) fogyasztók esetében minden fogyasztóra azonos feszültség jut. Tudjuk, hogy lakásunkban minden hagyományos izzó, sőt a hűtőszekrény és a mosógép is 230 V-os. (Ezek ki- és bekapcsolhatósága érdekében persze ezekkel egyenként sorba-kötött kapcsolók is lehetnek.)
Párhuzamos kapcsolás az is, ha egy autót 2, vagy több (egyforma hosszúságú) vontatókötéllel vontatok. A kötelek párhuzamosan vannak kapcsolva, együttesen veszik fel a terhelést, és (ha tényleg egyforma hosszúak, és egy pontban fut össze egy-egy végük, akkor) egyforma (mechanikus) feszültséget viselnek el. A mechanikai eszközök soros/párhuzamos kapcsolása hasonlóságot mutat az elektronikával.

#### Ekvivalenciakapcsolás
Ez a kapcsolás a logikai ekvivalenciát valósítja meg.
Akkor és csak akkor folyik át rajta áram, ha a kapcsolók állása megegyezik. 
Tipikus alkalmazás folyosó két végén, mint világításkapcsoló. (Alternatív kapcsolás.)

#### Invertáló kapcsolás
Az Invertálás általában "fordítást" jelent. Van egy olyan eszközöm, amit ha húzok (az elején), nyomást fejt ki.
Invertáló kapcsolás például egy falba vert szögre akasztott cérna is, miszerint ha az egyik végét lefelé húzom, a másik vége felfelé megy.
Villanykapcsoló esetében igazak a leírtak:
Ez a kapcsolás a bejövő két pólust, így az áram folyásának irányát felcseréli. 
Egyenáramú motor irányváltójaként elterjedt.
Lelke egy kétpólusú kétáramkörös kapcsoló.
Előrehuzalozva (4 kivezetéssel) keresztkapcsolóként ismert.
Típusjel: 107.

### Egyéb

#### Pergés, prellezés, pattogás
Bármely mechanikus kapcsoló be- és kikapcsolásánál az érintkezők egymásoz érkezése során fellépő jelenség, amelynek során az érintkezők többször érintkeznek egymással, illetve eltávolodnak egymástól. Ezzel rövid időre bizonytalan kapcsolási állapot jön létre, amelyet árammal átjárt kapcsolónál általában szikra illetve ívjelenség is kísér. Ez akkor is problémát okoz ha szikra vagy ív nem keletkezik, mert az érintkezők közötti ellenállás rövid idő alatt többször nulláról (nulla közeli értékről)végtelenre (nagyon nagyra) válik, és fordítva.
Olyan készülékeknél (például számítógép nyomógombjai) ahol a kapcsolást érzékelő áramkör nagyon gyors, előfordulhat, hogy a figyelő áramkor a kontaktus bontásakor és zárásakor hibásan többször is érzékeli ki, illetve bekapcsolást. 
Ez zavart okozhat a be-, illetve kikapcsolási folyamat korrekt felismerésében. Ennek megakadályozására különféle megoldásokat dolgoztak ki. Régebben un. Hall-generátoros nyomógombokat gyártottak nagyon drágán, manapság vezetőképes gumi nyomógombokat pl. „chiclet” billentyűzetet, esetleg elektronikus prellezés-mentesítőket használnak, illetve "idő-tiltással" oldják meg a kapcsolás időszak, illetve a be-ki kapcsolás hibás, akár többszöri érzékelését.
A kapcsolási folyamat során prellezés jellemzően a mechanikus relék fémből készült érintkezői között fordul elő, ahol prellezéskor jellemzően a (mikro- milli) sec időtartamú ki-be kapcsolások fordulnak elő és a relék érintkezői egy kapcsolás alkalmával akár több 10-szer is eltávolodhatnak egymástól.

#### Ívképződés
Két, különböző elektromos potenciálon lévő felület/terület között elektronvándorlás indul meg.
Ív képződött akkor is, amikor a hajunkat szigetelő, de elektron-felvételre/leadásra könnyen rávehető anyagból, például műanyag fésűvel fésüljük, majd a vízcsapot, vagy radiátort megfogva erős csípést érzünk, a másodperc töredéke idejéig.
(Vagy autóból kiszállva, és a karosszériára visszanyúlva "megráz", vagy gyapjú pulóveres emberhez érünk stb.) Ezek mind ívek, beleértve a villámokat is.
Csak elektronokra koncentrálva egyszerűbben áttekinthető; elektronok halmozódtak fel egyik oldalon, a másik oldal rovására. Ezek igyekeznek "visszatérni", kiegyenlítődni. Legegyszerűbben persze fémeken keresztül (azok felületén) bírnának visszajutni [ezért is vezetjük az áramot fém-vezetékeken], de amikor már olyan sokan vannak, és annyira akarnak menni vonzódásuk miatt, elindulnak akár a levegőn keresztül is. A száguldó elektronok vakon nekimennek a közeg atomainak (a levegő teli van rengeteg porral és ionnal is), ezeket oly mértékben sértik [elektronpályamódosítás, szintesés], hogy azok aztán fotonokat löknek ki.
A fotonokat látjuk mi, mint fényt.
Amikor ilyen elektron-vándorlás indul (másik irányban a pozitív töltések áramlása talán lényegesebb, de maradjunk ennél), fel is hevítik az útvonalat, egyrészt hőmérséklet, másrészt ionizáció tekintetében, hiszen egy ioncsatorna képződik, aminek a belső hőmérséklete több ezer kelvin. Hatalmas a nyomáskülönbség, a hőmérséklet-különbségből eredően, ezért halljuk az ívkisülések hangját. Ez azt jelenti, hogy az elektronbombázás miatt a levegő (és annak összes résztvevője, porokkal, ionokkal) elszenvedi az elektron-protonszám egyensúlyának felbomlását is.
Ettől az a szűk közeg, ami így ionizálásra került, még jobban vezeti az áthaladni kívánó elektronokat, ezért megnő az áramerősség, és egy levegőben történő rövidzárlat keletkezik. (Ezt plazmának hívják.)
Hegesztés lehet talán jó példa: Odakoppintjuk a pálcát az anyaghoz, majd elemeljük… (Oda kell koppintani, hogy elinduljanak az elektronok, viszont amikor elemeltem, már a plazmán keresztül folyatom az áramot.)
Az elektromos áramot megszakító kapcsoló kontaktusai között: az áram erősségétől, az áramot áthajtó feszültség nagyságától, valamint az áram jellegétől függően (egyen, vagy váltakozó) elektromos ív képződik. Ezen – számunkra szükségtelen jelenség – károkozását a következő felsorolásban ismertetett lehetőségek külön-külön, vagy együttes alkalmazásával igyekszünk minimalizálni.     
- A kontaktusok határozott, gyors mozgatása (előfeszített rugó)
- Megfelelő ötvözetből készült érintkezők alkalmazása
- Szigetelő helyezése az érintkezők közé, például transzformátorolaj vagy vákuum
- Mágneses térrel történő ívhossznövelés valamint ívoltókamra „ívfújás”
- Sűrített levegős, vagy védőgázos ívhűtés

#### Hiszterézis
A hiszterézis olyan tulajdonság, melynek következménye, hogy valamely folyamatban egy adott jelenség más paraméter-értékek esetén történik meg, mint az ellenirányú folyamat esetén. 
Ez az elektrotechnikában nagyon fontos fogalom. Példaként az utcalámpák fényerő-érzékeny kapcsolását lehetne felhozni;
Sötétedéskor az utcalámpának (valamely fényerő-szint alá eséskor) be kell kapcsolnia. Reggel, amikor világosodik ki kell kapcsolni.
A lámpa nem nagyon távoli környezetében van elhelyezve az érzékelő, ami a fényerőt "méri".
Sötétedéskor tehát a lámpa bekapcsol, de ettől világosabb lesz, mint bekapcsolás előtt. Hiszterézis nélküli kapcsoló esetén ilyenkor a lámpát a kapcsoló azonnal kikapcsolná. Ebből a lámpa villogtatása következne; ha elalszik a lámpa, sötét van, kapcsoljuk be... világos lett, kapcsoljuk ki.
Valamely szintű hiszterézis esetén csökkenő fényerőnél valamely szinten bekapcsolunk, de ha már egyszer bekapcsoltunk, akkor növekmény esetén "jóval" magasabb szintet várunk el, hogy kikapcsoljunk.
Egy túlfeszített-rugós mechanizmussal ellátott villanykapcsolóra igaz:
A kapcsolónak két állapota van és az áramkör többi része feltételezi, hogy a két állapot közötti átkapcsolás gyors és határozott.
Ezt, valamint az állapot stabil fenntartását mechanikus szerkezet biztosítja.
A kapcsoló karjának elmozdítása egy darabig nem kapcsolja át a kapcsolót, majd bizonyos erőnél az átkapcsolás gyorsan és határozottan történik.

#### Szennyeződés, oxidáció
Érintkezők közé jutott szennyeződés, por bizonytalanná teszi a kapcsoló zárását. 
Jellegzetes recsegés az eredmény.  
Ellenszere a tokozás, légmentes (pormentes) lezárás.
Öntisztulást lehet elérni csúszó érintkezőkkel.
Nemesfém bevonat illetve védőgázos burkolatba helyezés hatásosan előzi meg az oxidációt.
Különösen nagy igénybevétel a trópusi, tengeri klíma.

#### Kenőáram
(Hagyományos telefonközpontban kis egyenáramra (kenőáramra) szuperponálják a hangáramot.)
A vezetékes telefon-kommunikáció 2 ér használatával történik. Ezen valóban valamilyen szintű egyenáram folyik (ha a készülék csatlakoztatva van), valamint erre ráülő (legyen "hangáram") változó feszültség (és ~áram).
A "régi" telefonkészülékekről un. Pulse üzemmódban tárcsáztunk. Felvettük a kagylót, a tárcsát elforgattuk, és elengedtük. Elengedés után a tárcsa egy röpsúlyos mechanizmussal lassítva forgott vissza, miközben a beépített (csak egy-irányban forgó) fésűzött szélű tárcsa egy kontaktust "bontogatott". Az "1"-est tárcsázva 1-szer, a "2"-est tárcsázva 2-szer,... . A központnak érzékelnie kellett, hogy hány ilyen "bontás" (v. megszakítás) történt. 
Ezt a (telefon)központból csak úgy lehet érzékelni, hogy feszültséget kapcsolnak a végberendezés (a szobánkban lévő készülék) felé kivezetett érpárra, így mérhető a rövidzárlat, valamint az (elektromos) szakadás. A végberendezések nagyon különböző távolságban vannak, a vezetékek hossza (és ellenállása) erősen eltér. Nem célszerű tehát feszültség alapján dolgozni (a közeli végberendezések nagyon sok áramot engednek át, a távoliak észlelhetetlenekké válhatnak). 
…Áramgenerátor (és áramkorlátozó) lett a megoldás.
Központ típusától függő, de átlagosan 100 mA (0.1 A) áramot hajt át az áramgenerátor minden végkészüléken.
Ha a készülék csatlakoztatva van (és kagyló felemelve), az áram "át"folyik, ha nem, az szakadás.
Kicsit frissebb asztali készülékeknél van például egy LED, ami világít, amikor felvesszük a kagylót. (Mivel ezek a készülékek CSAK a telefon-vonalhoz vannak csatlakoztatva, láthatjuk hogy ezt is a központ táplálja.)
Ezek többségében beállítható, hogy a régi, "pulse" üzemmódban kívánunk tárcsázni, vagy az azóta lefektetett "DTMF" módban. (Ez utóbbi lényegesen gyorsabb, rövid, kéthangú impulzusokkal dolgozik; --- nem kattogás-sorozatot, hanem dallam-szerű hangot hallunk tárcsázáskor.)
A DTMF kód előállítását végző áramkör (és például a LED) meghajtására a telefonközpont biztosítja tehát az (egyen)áramot.
E "fölött" lehet aztán beszélni, tehát a hanggal modulált áramot forgalmazni a központ és a végberendezés között.
Játsszunk gyakorlatban is ezzel egy percet, érdemes, mert emlékezetes marad…. Kipróbálhatjuk, hogy a telefonközpontunk érti-e a régi, Pulse üzemmódot (99%-ban érti): a kagyló felvétele, vonalhang megvárása után tárcsázzuk például az 1212 számot a következő módon.

#### Kitekintés
A kapcsoló természetesen érzékelő.
Operátor működtette kapcsoló és készülék tervezésekor fontos szempont az ergonómia.
Elrettentő példa a '80-as években divatos, karórába épített, teljesen használhatatlan számológép.
Gyakran egybeépítik jelzőlámpával ( Glimmlámpa, izzó, LED ).

A Glimmlámpával egybeépített világításkapcsoló (villanykapcsoló), az erre nem felkészített, elektronikus tápegységgel rendelkező világítótesteket, nem-üzemszerű működésre késztetheti.

Régi, energiatakarékos megoldás a kapcsoló működtetőjét foszforeszkáló műanyagból készíteni.
Villanymotorban, dinamóban kommutátornak hívják a kapcsolót.
Higanykapcsolót használt villanymotorjában Jedlik Ányos.
Néhány, elsősorban fémvázas járművön használt kapcsolóhoz csak egy vezeték megy. A másik érintkező a kapcsoló felerősítésén keresztül kötődik össze a készülékházzal.

## Elektromos vezérlésű kapcsoló
Nemlineáris alkatrészt a karakterisztikája nemlineáris részének két pontján üzemeltetve az kapcsoló jellegűen működik.
Példa a triak, tirisztor ki- illetve bekapcsolt állapota vagy lezárt illetve telítésben vezető tranzisztor.

### Jelfogó
Elektromágnessel és vasmaggal egybeépített mechanikus kapcsolóból jelfogó vagy csengő készíthető.

## Adatátviteli kapcsoló
Az adatátviteli kapcsoló (switch) érdekessége, hogy ezen elrendezésben az átkapcsolást nem egy harmadik, külső kar vagy vezetőn folyó áram idézi elő, hanem a tápláló irányból érkező adat elején található célcímet reprezentáló bitsorozat. A kapcsolási irány pedig az eszközben dinamikusan (bár lehetne statikusan is) eltárolt feladó címek alapján történik. Azaz ha egy adott című eszköz küld egy akár mindenkinek szóló (broadcast), akár egy adott eszközcímű berendezés felé címzett keretet, akkor ez a kapcsolóeszköz egyúttal eltárolja azt, hogy ezen a csatlakozási pontján ez a című eszköz található. Ezek után bármely másik lábán érkező adat, amely ennek az eszköznek van címezve az kizárólag erre a csatlakozási pontra kapcsolja rá.
Rokon berendezés a router, amely már nem eszközcím, hanem egy eszköztől független képzett cím, az IP cím alapján választja ki, hogy mely csatlakozón és kinek kell címeznie az adatcsomagot. Ráadásul ezen folyamat során az eszköz fizikai címét is felderíti, mivel az eszköz csak a saját fizikai címére címzett adatokat fogadja el a mindenkinek címzett keretet leszámítva.

## Programkapcsoló
Program futását befolyásoló paraméter. Segítségével a program elindításakor választhatunk (más szóval átkapcsolhatunk) a benne megírt több funkciók között.
UNIX rendszereknél elterjedten argumentumnak vagy a program paraméterének is hívják. A legfontosabb kapcsoló a segítségkérés, amely szokásos megoldása MSDOS esetén a /? UNIXok esetén a -h illetve a --help opció.
Példák:
- MSDOS esetén például a dir parancs esetén a dir /?
- UNIX rendszereknél az ls parancs esetén az ls—help